# 鄭憲祚
鄭 憲祚（チョン・ホンジョ、朝鮮語: 정헌조、1919年または1920年8月10日 - 1985年1月19日）は、大韓民国の政治家、教育者。第2・6代韓国国会議員。
本貫は晋州鄭氏。仏教徒。

## 経歴
日本統治時代の全羅南道霊光郡郡南面出身。霊光中学卒、専修大学卒または2年中退、国学大学（現・高麗大学校）法科卒。族青霊光郡団長、大韓青年団全南道団教導部長・全南道団長、チョンジュ中学校校長、財団法人チョンジュ中学校理事長、自由党全南道党副委員長、霊光農業高等学校校長、青友会全南道会会長、民主共和党全南第18地区党委員長・中央常任委員、第6代国会保健社会委員長、霊光中学校設立者を務めた。

## エピソード
朝鮮戦争中、左翼により両親と兄弟が殺害された。